# E.M.I.L.
E.M.I.L. este o formație de punk rock și ska din România, înființată în martie 2000. Grupul muzical și-a dezvoltat stilul inspirându-se din influențele trupelor americane, în special din California, precum Green Day și Sublime, două nume importante pentru dezvoltarea stilului punk-rock/ska din anii 1994-2000. Inițialele E.M.I.L. vin de la prescurtarea expresiei "Extratereștrii Merg Iarna La Ski".

## Istorie

### Primele zile
Formația și-a făcut debutul discografic în martie 2002 cu E.P.-ul "Cocktail Verde". Energia lor a fost confirmată printr-o serie de peste 100 de concerte live în întreaga țară. Aceste spectacole au avut loc în diverse locații, de la pârtii de ski la cluburi underground, și până pe plaje celebre ca Vama Veche și Costinești.

### Evoluția muzicală
Debutul trupei a fost marcat de demo-ul "Extratereștrii Merg Iarna La Ski", care conținea șase piese originale compuse în stilul punk-rock/ska. Colaborarea cu firma de impresariat One Group a propulsat trupa în prim plan, cu apariții la televiziuni precum Prima TV, PRO TV, TVR, MCM și Atomic. Debutul live a avut loc pe 8 decembrie 2000.
În martie 2001, E.M.I.L. a avut debutul pe scena clubului FIRE din București, care ulterior a devenit un important susținător pentru trupă. Atmosfera și atitudinea concertelor E.M.I.L. s-au conturat în această perioadă, caracterizate printr-o interacțiune caldă cu publicul.
În 2003, formația a lansat E.P.-ul "Cocktail Verde" sub egida casei de discuri A&A Records. Din cele 12 melodii inițiale, doar șapte au fost incluse pe acest disc. În pofida succesului inițial, interesul pentru disc a scăzut din cauza promovării limitate în media.

### Participări la festivaluri și colaborări
E.M.I.L. s-au făcut remarcați și la principalele festivaluri de muzica din România, incluzând Electric Castle, Shine Festival, GreenSounds și Stuffstock. La ediția din 2003 a festivalului Stuffstock, aproximativ 30-40 de prieteni ai trupei s-au alăturat acesteia pe scenă.
În vara anului 2004, trupa a devenit parte a mișcării NEW SCHOOL REVOLUTION, ceea ce a dus la numeroase apariții live.
După o perioadă de recunoaștere pe scena live, E.M.I.L. a intrat în studio pentru înregistrarea albumului "ROM FUM și VANILIE". Albumul, care conține 14 piese, include colaborări cu artiști cunoscuți din scena rock și hip-hop din România, printre care Butch, Aliosha (H8), DJ Hefe (Coma) și alții.

## Membri
| Membrii actuali - Sorin Bădulescu – voce principală (2000–prezent) - Vlad Staricu – chitară ritmică, voce secundară (2016–prezent) - Gabi Georgescu – chitară lead (2000–prezent) - Adrian Toea – bass (2023–prezent) - Alexandru Guță – baterie (2022–prezent) | Foști membri - Eugen Imecs (Piti) – baterie (2000–2015) - Andrei Stoianovici (Stoi) – chitară ritmică (2000–2006, 2007–2019) - Emanuel Căpșună – baterie (2015–2022) - Barbu Niculae – bass (2000–2023) |

Cronologie

## Discografie
Albume de studio
- Cocktail verde (2002)
- Rom, Fum și Vanilie (2005)
- Știu, ți se pare absurd... (2009)
- Imens (2015)
- MELANCoOLIC (2024)